# Absagen und Einschränkungen von Veranstaltungen in Deutschland aufgrund der COVID-19-Pandemie
Aufgrund der COVID-19-Pandemie in Deutschland wurden Veranstaltungen absagt oder eingeschränkt. Es handelt sich um die größte Welle von abgesagten Veranstaltungen in der Geschichte der Bundesrepublik. Der Bundesverband der Konzert- und Veranstaltungswirtschaft schätzte am 27. März 2020, dass zwischen März und Mai 2020 etwa 80.000 Veranstaltungen würden abgesagt werden müssen. Der Schaden, der in diesem Zeitraum vermutlich entstehen würde, wurde damals auf etwa 1,25 Milliarden Euro geschätzt.
Am 15. April 2020 teilte Bundeskanzlerin Angela Merkel auf einer Pressekonferenz mit, dass die Bundesregierung und die Ministerpräsidentenkonferenz beschlossen haben, Großveranstaltungen bis zum 31. August 2020 grundsätzlich zu untersagen. Konkrete Regelungen, insbesondere ab welcher Größe eine Veranstaltung als Großveranstaltung zählt, sollten allerdings durch die Bundesländer individuell getroffen werden. Am 27. August 2020 beschlossen die Bundeskanzlerin und die Regierungschefs der Länder, dass Großveranstaltungen bis zum 31. Dezember 2020 im Prinzip verboten bleiben sollten.
In der Mitte des Jahres 2020 wurde der Konsens, dass im Prinzip Großveranstaltungen unerwünscht seien, brüchig. Bereits am 16. Mai 2020 gab es die ersten „Geisterspiele“ der Fußball-Bundesliga ohne Publikum. Die ersten Spiele mit Publikum fanden zum Beginn der Bundesliga-Spielzeit 2020/2021 am 19. September 2020 statt (in Leipzig am 20. September mit 8500 Zuschauern). Zum Ende der Lockerungswelle im Rahmen der COVID-19-Politik der zuständigen Gebietskörperschaften bedauerten es am 18. September 2020 Freunde der Silvesterfeier am Brandenburger Tor, dass in Berlin „nur“ 5000 Menschen an öffentlichen Feiern im Freien teilnehmen dürfen sollten. Üblich waren dort in vergangenen Jahren mehr als 100.000 den Jahreswechsel Feiernde. Dennoch war noch im September 2020 geplant, die Großveranstaltung im Dezember 2020/Januar 2021 stattfinden zu lassen.

## Behördliche Vorgaben
Das Robert Koch-Institut erließ am 18. März eine Handlungsempfehlung für Veranstaltungen. In der Handlungsempfehlung wird zugleich Bezug genommen auf einen Entschluss der Bundesregierung und der Ministerpräsidenten der Länder vom 12. März 2020 zu „Maßnahmen zur Verlangsamung der Ausbreitung des Corona-Virus in Deutschland. Dazu zählen die Absage von Veranstaltungen mit mehr als 1.000 Teilnehmern sowie ein Verzicht auf alle nicht notwendigen Veranstaltungen unter 1.000 Teilnehmern“.
Am 15. April 2020 beschlossen die Bundeskanzlerin und die Regierungs-Chefs der Länder ein Verbot aller „Großveranstaltungen“ in Deutschland bis zum 31. August 2020.
Die noch zulässige Zahl gleichzeitig an einem Ort Anwesender betrug im Frühjahr 2020 in Nordrhein-Westfalen 5000, in Schleswig-Holstein und Mecklenburg-Vorpommern 1000. Veranstaltungen, die nicht als „Großveranstaltungen“ zu definieren sind, fallen unter andere Regelungen, im Fall von Musikdarbietungen etwa unter das Verbot des Betriebs von Bars, Kneipen und Diskotheken.

## Sport
Auch im Sport wurden 2020 alle Großveranstaltungen abgesagt und der Spielbetrieb in allen Bundesligen eingestellt. Ab Ende Mai des Jahres begannen einige Bundesligen wieder mit dem Spielbetrieb, allerdings in Form von Geisterspielen ohne Publikum. Den Anfang machte dabei die Fußball-Bundesliga. Am 15. September 2020 einigten sich die Chefinnen und Chefs der Staatskanzleien, dass bei Sportveranstaltungen wieder bis zu 20 Prozent der Plätze genutzt werden können. Das gilt zunächst für eine sechswöchige Testphase.

## Volksfeste und Weihnachtsmärkte

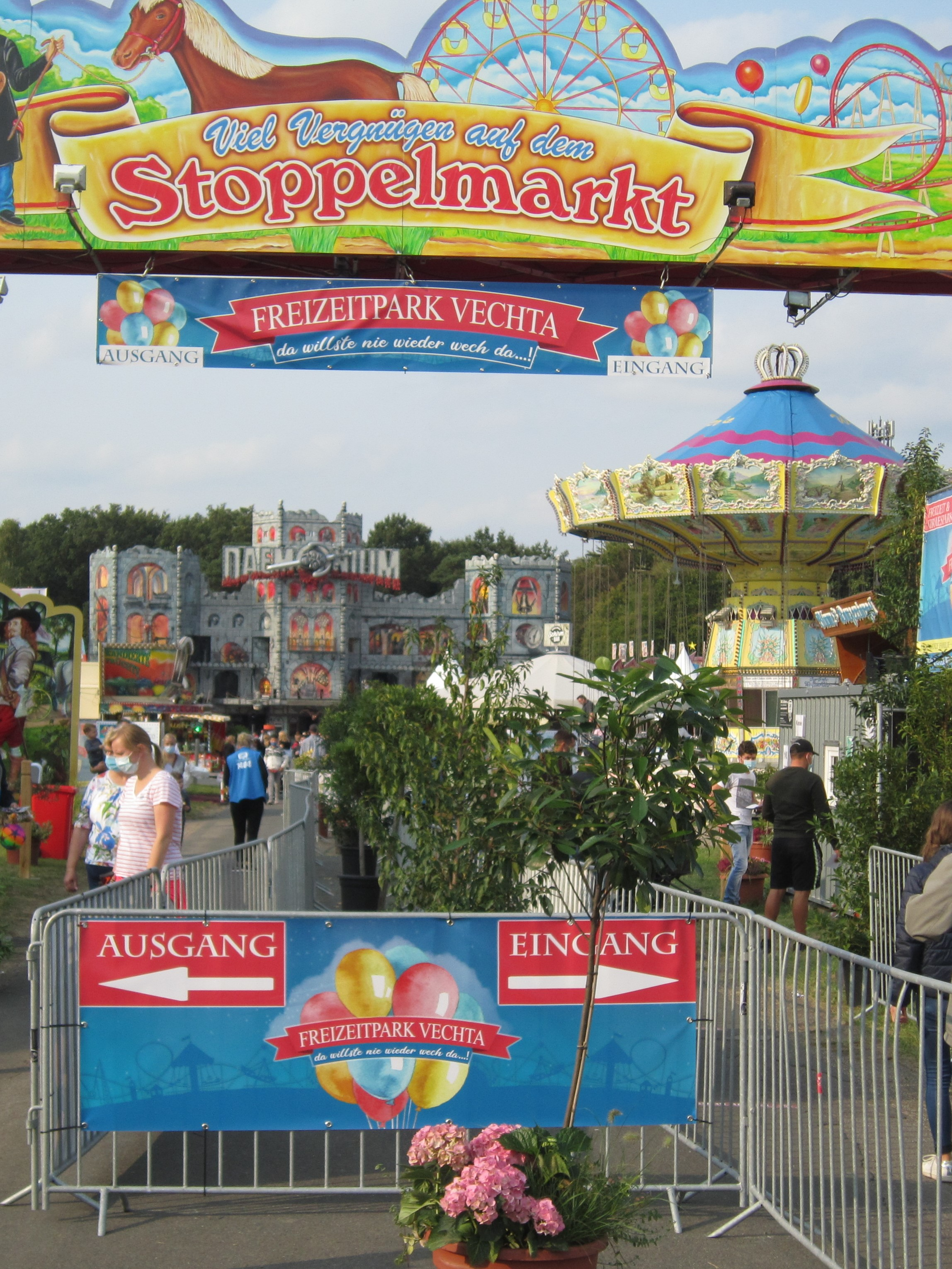
Temporärer Freizeitpark als Ersatz für den ausgefallenen Stoppelmarkt in Vechta im September 2020

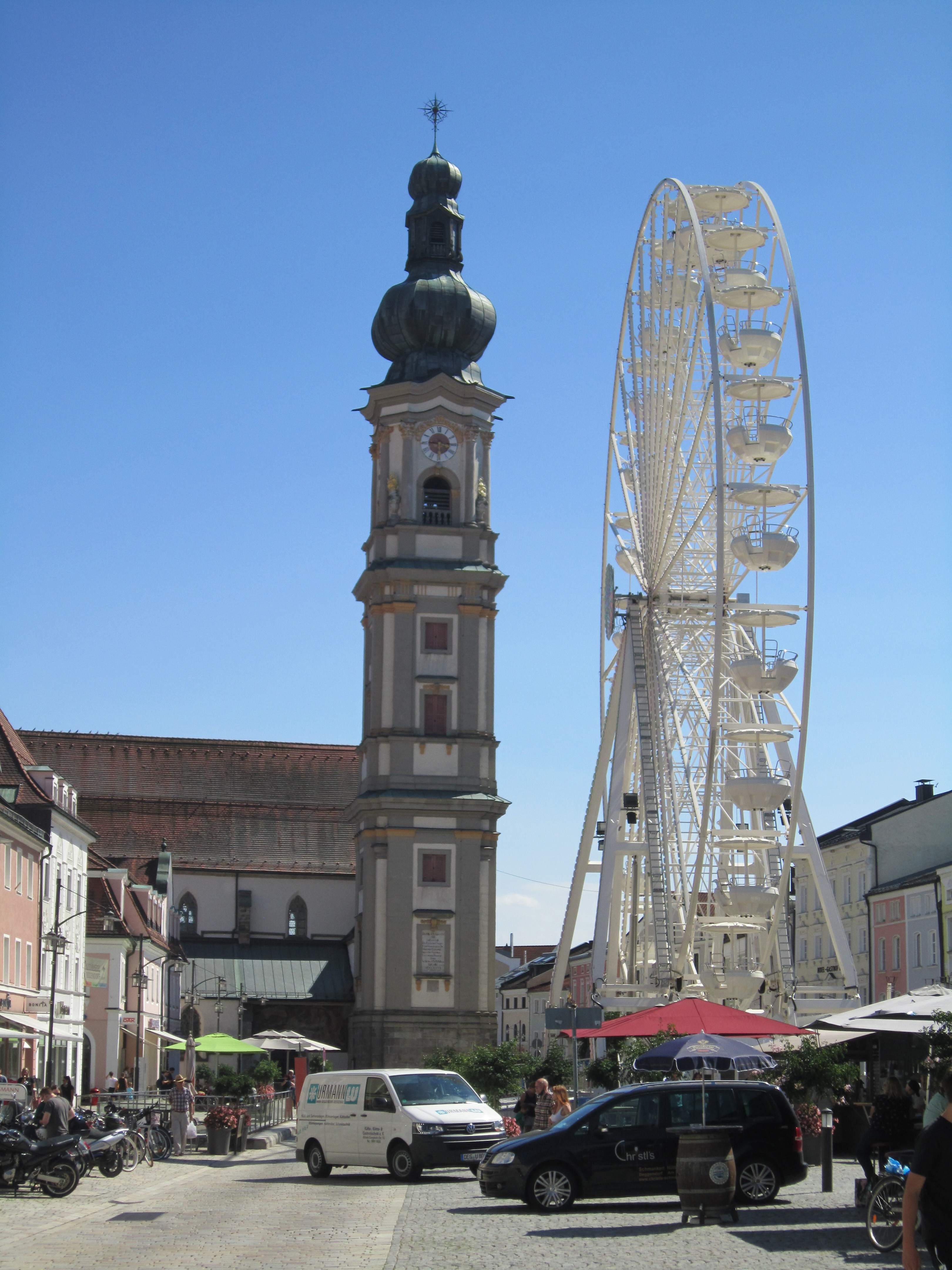
Einzeln stehendes Riesenrad auf dem Stadtplatz Deggendorf im Juli 2020

Im Sommer 2020 erlaubten einige Städte Schaustellern und anderen Gewerbetreibenden, die mit dem Betrieb ihrer Zelte, Buden und Fahrgeschäfte ihren Unterhalt sichern, ihrem Gewerbe zu ungewöhnlichen Zeiten und an ungewöhnlichen Orten nachzugehen, indem sie ihre Einrichtungen einzeln oder in kleinen Gruppen aufstellten. Einige Volksfeste, die vor dem 31. Oktober 2020 beginnen sollten, wurden nicht abgesagt. So beschloss etwa die Bremische Bürgerschaft, dass der für den Zeitraum vom 16. Oktober bis 1. November 2020 geplante Bremer Freimarkt 2020 nicht ausfallen solle. Er solle an vier Wochenenden im Oktober 2020 als „Freizeitpark“ stattfinden. Die Zahl der Besucher pro Tag wurde beschränkt, und es wurde ein Alkoholverbot ausgesprochen.
Als Alternative zu abgesagten bzw. in der traditionellen Form nicht genehmigungsfähigen Jahrmärkten wurden temporäre Freizeitparks, auch „Pop-up-Freizeitparks“ genannt, konzipiert. Als erstes Land erlaubte Nordrhein-Westfalen solche Parks. Die ersten temporären Freizeitparks wurden Ende Juni 2020 in Düsseldorf, Dortmund und Ibbenbüren eröffnet.
Mit der Zunahme der Zahl Neuinfizierter zu Beginn des Herbsts 2020 endete die Phase der Lockerungen. So wurden beispielsweise Pop-up-Freizeitparks in Städten vorzeitig geschlossen, in denen die 7-Tage-Inzidenz den Wert von 50 Neuinfektionen auf 100.000 Einwohner überschritt. Eine große Zahl von Veranstaltungen erschien nach der Verordnung des „Lockdown light“ für die Zeit vom 2. bis zum 29. November 2020 nicht mehr als durchführbar, zumal bereits Anfang November 2020 klar war, dass am 1. Advent (29. November) 2020 viele Veranstaltungen nicht würden stattfinden dürfen.
Einzelne Städte planten Veranstaltungen in Freizeitparks als Alternative zu traditionellen Weihnachtsmärkten. Schausteller, die in den ersten Monaten des Jahres 2020 keine Einnahmen erzielt hatten, begrüßten es im Spätsommer 2020, dass durch temporäre Freizeitparks das Risiko eines Konkurses etwas geringer geworden sei. Sie vermissten aber seinerzeit eine größere Unterstützung seitens der Politik.

## Gottesdienste
Im Frühjahr 2020 waren Präsenzgottesdienste für jede Religionsgemeinschaft verboten; als Alternative zu ihnen wurden Gottesdienstübertragungen per Livestream und im Fernsehen stark ausgebaut.
Als während des Lockdowns keine Gottesdienste stattfinden konnten, läuteten dreimal täglich – morgens, mittags und abends – die Kirchenglocken mehrere Minuten lang, als Zeichen der Verbundenheit und des christlichen Miteinanders mit Corona-Erkrankten.
Da sich bereits im Herbst 2020 abzeichnete, dass die Advents- und Weihnachtszeit anders verlaufen müsste als üblich, sammelte ab Oktober 2020 das Institut für Aus-, Fort- und Weiterbildung der Evangelischen Kirche von Westfalen Ideen für eine COVID-19-konforme Gestaltung von Veranstaltungen mit religiösem Bezug in dieser Zeit. Viele Pfarrgemeinden befürchteten in der Vorweihnachtszeit, dass einige ihrer Gemeindemitglieder während der Weihnachtstage keinen Platz in ihrer Kirche finden würden und ohne Teilnahme am Gottesdienst würden nach Hause geschickt werden müssen.

## Liste abgesagter Veranstaltungen (Auswahl)
Info: In dieser Liste sollten nur abgesagte Großveranstaltungen und Messen aufgenommen werden, die bereits einen eigenständigen Artikel der konkreten Veranstaltung haben oder für die ein solcher eigenständiger Artikel erwartet werden kann. Durch die COVID-19-Pandemie in Deutschland kam es in Deutschland bisher zur Verschiebung oder Absage der im Folgenden genannten Veranstaltungen (sortiert nach ursprünglich geplantem Veranstaltungsbeginn):

### 2020

#### März 2020
- German Open im Badminton (3. bis 8. März) – abgesagt[24]
- Internationale Tourismus-Börse Berlin (4. bis 8. März) – abgesagt[25]
- Dreiband-Weltmeisterschaft für Nationalmannschaften 2020 (5. bis 8. März) – abgesagt[26]
- IWA OutdoorClassics (6. bis 9. März) – abgesagt[27]
- Celler Wasa-Lauf (8. März) – abgesagt[28]
- Light + Building (8. bis 10. März) – abgesagt[29]
- Logimat (10. bis 12. März) – abgesagt[30]
- Internationale Aktionswarenmesse (10. bis 12. März) – auf unbestimmtes Datum verschoben[31]
- METAV (10. bis 13. März) – auf den 23. bis 26. März 2021 verschoben[32]
- SHK-Messe (10. bis 13. März) – zunächst auf den 1. bis 4. September verschoben,[33] dann komplett abgesagt[34]
- lit.COLOGNE (10. bis 21. März) – abgesagt[35]
- Starkbierprobe mit Politiker-Derblecken und Singspiel (11. März) – auf unbestimmtes Datum verschoben.[36]
- Internationale Handwerksmesse (11. bis 15. März) – abgesagt[37]
- Leipziger Buchmesse (12. bis 15. März) – abgesagt[38]
- Internorga (12. bis 17. März) – auf unbestimmtes Datum verschoben[39]
- Beethovenfest (13. bis 22. März) – abgesagt[40]
- Frühjahrssend (14. bis 22. März) – abgesagt[41]
- ProWein (15. bis 17. März) – auf unbestimmtes Datum verschoben[42]
- Deutsche Jahrestagung für Akustik (16. bis 19. März) – abgesagt (evtl. Verschiebung in den Herbst)[43]
- IBO Friedrichshafen (18. bis zum 22. März) – ist auf dem 17. bis zum 21. März 2021 verschoben
- didacta (24. bis 28. März) – auf unbestimmtes Datum verschoben[44]
- MEORGA (25. März) – abgesagt[45]
- Grimme-Preis-Verleihung (27. März) – abgesagt[46]
- Hamburger Frühjahrsdom (27. März bis 26. April) – abgesagt[47]
- Aircraft Interiors Expo (30. März bis 2. April) – auf unbestimmtes Datum verschoben[48]
- Musikmesse Frankfurt und Prolight + Sound (31. März bis 3. April) – abgesagt[49]
- analytica (31. März bis 3. April) – auf 19. bis 22. Oktober verschoben[50]
- MedtecLIVE (31. März bis 2. April) – auf 30. Juni bis 2. Juli verschoben[51]

#### April 2020
- hub.berlin (1. bis 2. April) – auf den 28. bis 29. April 2021 verschoben[52]
- Aero Friedrichshafen (1. bis 4. April) – auf unbestimmtes Datum verschoben[53]
- FIBO (2. bis 5. April) – auf 1. bis 4. Oktober verschoben[54]
- Osterwiese in Bremen (3. bis 19. April) – abgesagt[55]
- Time Warp (4. bis 5. April) – abgesagt[56]
- Nürnberger Volksfest (11. bis 26. April) – abgesagt[57]
- Öcher Bend (11. bis 27. April) (Osterbend) – abgesagt[58]
- Hamburg-Marathon (19. April) – auf den 13. September verschoben[59]
- Hannover-Messe (20. bis 24. April) – abgesagt[60]
- Porsche Tennis Grand Prix (20. bis 26. April) – abgesagt[61]
- Landesgartenschau Überlingen (23. April bis 18. Oktober) – verschoben auf 2021
- Art Cologne (23. April bis 26. April) – verschoben auf 14. bis 18. April 2021[62]
- Schützenfeste im Wendland (24. April bis 12. Juni) – abgesagt[63]
- Landesgartenschau Ingolstadt (24. April bis 18. Oktober) – verschoben auf 2021
- Comiciade (25. bis 26. April) – abgesagt[64]
- 33. Parteitag der CDU (25. April) – auf unbestimmtes Datum verschoben[65]
- Nacht der Museen in Frankfurt (25. April) – abgesagt[66]
- AfD-Parteitag (25. April) – verschoben[67]
- Mannheimer Maimarkt (25. April bis 5. Mai) – abgesagt[68]
- BMW Open (25. April bis 3. Mai) – abgesagt[69]
- Stuttgarter Frühlingsfest (28. April bis 10. Mai) – abgesagt[70]
- Deutsches Chorfest (30. April bis 3. Mai) – abgesagt, nachgeholt 26. bis 29. Mai 2022[71][72][73]
- Deutsche Schwimmmeisterschaften (30. April bis 3. Mai) – auf unbestimmtes Datum verschoben[74]
- Mayday (30. April) – abgesagt[75]

#### Mai 2020
- Rhein in Flammen Bonn/Linz (1. Mai) – abgesagt[76]
- Myfest (1. Mai) – abgesagt[77]
- Eschborn–Frankfurt (1. Mai) – abgesagt[78]
- IFAT (4. bis 8. Mai) – auf 7. bis 11. September verschoben[79]
- PCIM Europe (5. bis 7. Mai) – abgesagt, digitaler Ersatz vom 7. bis 8. Juli[80]
- SMTConnect (5. bis 7. Mai) – abgesagt, digitaler Ersatz vom 28. bis 30. Juli[81]
- T4M Technology for Medical Devices, Stuttgart (5. bis 7. Mai) – verschoben auf 6. bis 8. Mai 2021[82]
- Internationale Konferenz für Animation, Effekte, Games und digitale Medien (5. bis 8. Mai) – abgesagt[83]
- interpack in Düsseldorf (7. bis 13. Mai), auf 25. Februar bis 3. März 2021 verschoben[84]
- Hamburger Hafengeburtstag (8. bis 10. Mai) – abgesagt, nächster Hafengeburtstag vom 7. bis 9. Mai 2021.[85]
- Maiwoche in Osnabrück (8. bis 17. Mai), abgesagt[86]
- Gäsbock Mountainbike-Marathon (9. Mai), auf noch unbestimmte Zeit verschoben[87]
- MAI-Tagung (10. bis 11. Mai in München), abgesagt[88]
- Internationale Luft- und Raumfahrtausstellung Berlin (13. bis 17. Mai), abgesagt[89]
- Internationaler Museumstag (17. Mai) – abgesagt, digitaler Ersatz[90]
- Walkenrieder Kreuzgangkonzerte (15. Mai bis 26. Juli) Verschiebung aller Sommerkonzerte auf 2021.[91]
- Japan-Tag in Düsseldorf (16. Mai), abgesagt[92]
- FDP-Bundesparteitag 2020 (16. bis 17. Mai in Berlin), verschoben auf 19. September 2020[93]
- Oberammergauer Passionsspiele (16. Mai bis 4. Oktober), verschoben auf 2022 (Premiere am 14. Mai)[94]
- Deutsches Spring- und Dressurderby in Hamburg-Klein Flottbek (20. bis 24. Mai)[95] – abgesagt[96]
- Nationaler E-Mobilitätstag – Treffen alternativer Antriebe im Technik Museum Sinsheim (17. Mai 2020) – abgesagt[97]
- Internationale Händel-Festspiele Göttingen (20. Mai bis 1. Juni) – abgesagt[98]
- Karlspreis-Verleihung (21. Mai), verschoben zunächst auf den 13. Mai 2021, schließlich am 2. Oktober 2021 nachgeholt[99][100][101]
- WGT in Leipzig (21. bis 24. Mai), abgesagt[102]
- Kulturelle Landpartie im Wendland (21. bis 31. Mai), abgesagt[103]
- EselRock in Wesel (22. bis 23. Mai), abgesagt[104]
- Endspiel im DFB-Pokal 2019/20 (23. Mai), auf den 4. Juli verschoben[105]
- Finaltag der Amateure im Fußball-Verbandspokal 2019/20 (23. Mai) – auf unbestimmte Zeit verschoben[106]
- Internationaler Feuerwerkswettbewerb, Hannover, (23. Mai bis 19. September), abgesagt[107]
- Boulderweltcup im Olympia-Eissportzentrum, München (23./24. Mai), abgesagt[108]
- 109. Deutscher Bibliothekartag, Hannover, (26. bis 29. Mai), abgesagt[109]
- Erlanger Bergkirchweih (28. Mai bis 8. Juni), abgesagt[110]
- Karneval der Kulturen (29. Mai bis 1. Juni) – abgesagt[111]
- CHIO Aachen (29. Mai bis 7. Juni), am 22. April 2020 endgültig abgesagt[112]
- photokina in Köln (27. bis 30. Mai) – abgesagt.[113]
- Ikarus Festival (29. Mai bis 1. Juni) – abgesagt[114]
- Sputnik Springbreak (29. Mai bis 1. Juni) – abgesagt[115]
- Rock Hard Festival (29. bis 31. Mai) – abgesagt[116]
- Opernfestspiele Heidenheim (29. Mai bis 2. August) – abgesagt[117]
- Africa Festival (29. Mai bis 1. Juni) – abgesagt.[118]

#### Juni 2020
- Deutscher Mühlentag (1. Juni), abgesagt[119]
- IPC-Europameisterschaften der Behinderten (2. bis 7. Juni), unbekannt verschoben
- Deutsche Leichtathletik-Meisterschaften 2020 in Braunschweig (6. bis 7. Juni), verschoben[120]
- Rock am Ring auf dem Nürburgring (5. bis 7. Juni), abgesagt[121]
- Rock im Park in Nürnberg (5. bis 7. Juni), abgesagt[121]
- 60. Hessentag in Bad Vilbel (5. bis 14. Juni), abgesagt[122]
- Lange Nacht der Wissenschaften in Berlin und Potsdam (6. Juni) – abgesagt, Feierlichkeiten zum 20. Jubiläum bei nächster Ausgabe am 5. Juni 2021[123]
- Die Finals – Rhein-Ruhr 2020 (6. bis 7. Juni), verschoben[124]
- Umweltfestival in Berlin (7. Juni), abgesagt[125]
- Fußball-Europameisterschaft 2020, um ein Jahr verschoben[126]
- Comic-Salon Erlangen (11. bis 14. Juni), abgesagt[127]
- Jugendmesse YOU in Berlin (12. bis 14. Juni), abgesagt[128]
- Interschutz in Hannover (15. bis 20. Juni), auf 14. bis 19. Juni 2021 verschoben[129]
- Störtebeker-Festspiele auf Rügen (ab 20. Juni), auf nächste Spielzeit verschoben[130]
- Drupa in Düsseldorf (16. bis 26. Juni), auf 20. bis 30. April 2021 verschoben[131]
- Harzburger Musiktage (19. bis 27. Juni), abgesagt[132]
- Hurricane Festival in Scheeßel (19. bis 21. Juni), abgesagt
- Kissinger Sommer (19. Juni bis 19. Juli), abgesagt[133]
- Southside Festival (19. bis 21. Juni), abgesagt am 16. April[134]
- Deutsche Straßen-Radmeisterschaften 2020 (19. bis 21. Juni), verschoben auf August.
- Kieler Woche (20. bis 28. Juni), auf 6. bis 13. September verschoben[135]
- Rheingau Musik Festival (20. Juni bis 5. September), abgesagt[136]
- Gandersheimer Domfestspiele (21. Juni bis 16. August), abgesagt[137]
- Ironman Hamburg (21. Juni) unbekannt verschoben[138]
- Münchner Opernfestspiele (22. Juni bis 31. Juli), abgesagt[139]
- Tollwood-Festival (24. Juni bis 19. Juli), abgesagt[140]
- UCI-Mountainbike-Weltmeisterschaften in Albstadt (25. bis 28. Juni), abgesagt[141]
- Filmfest München (25. Juni bis 4. Juli), abgesagt.[142]
- CCXP Cologne in Köln (26. bis 28. Juni), verschoben auf 2022[143]
- die Tennisturniere der ATP Tour 2020 in Halle und Stuttgart und die der WTA Tour 2020 in Bad Homburg und Berlin, abgesagt[144]
- Bad Hersfelder Festspiele (26. Juni bis 23. August), 70. Jubiläum auf 2021 verschoben[145]
- Karl-May-Festspiele Bad Segeberg (Spielzeit auf 26. Juni bis 5. September 2021 verschoben)[146]
- Thüringer Schlossfestspiele Sondershausen (26. Juni bis 26. Juli), abgesagt[147]
- Fusion Festival (30. Juni bis 4. Juli), abgesagt am 9. April[148]

#### Juli 2020
- Cologne Pride (3. bis 7. Juli), verschoben auf den 9. bis 11. Oktober 2020[149]
- Ruhrpott Rodeo (3. bis 5. Juli), abgesagt[150]
- Schützenfest Hannover (3. bis 12. Juli), abgesagt[151]
- Kiliani-Volksfest in Würzburg (3. bis 19. Juli), abgesagt[152]
- Schlagermove (4. und 5. Juli), verschoben auf den 4. und 5. September[153]
- Challenge Roth in Roth (5. Juli), abgesagt
- Airbeat One (8. bis 12. Juli), Mitte April abgesagt[154]
- Splash! Festival (9. bis 11. Juli), abgesagt[115]
- Rosenheim Sommerfestival (ab dem 10. Juli), abgesagt[155]
- ESL One Cologne 2020 (10. bis 12. Juli), reines online-Ersatztunier
- Welfenfest Weingarten (10. bis 13. Juli), abgesagt
- Hannover-Messe (13. Juli bis 17. Juli), zunächst Verschiebung, dann Absage[156]
- Taubertal 100 Ultramarathon (15. Juli bis 4. Oktober), auf 2021 verschoben[157]
- Deichbrand (16. bis 19. Juli), am 15. April abgesagt[154]
- Sommersend Münster (16. bis 20. Juli), abgesagt[158]
- Melt! (17 bis 19. Juli), abgesagt[115]
- Parookaville (17. bis 19. Juli), abgesagt[159]
- Bad Harzburger Galopprennwoche (18. bis 26. Juli), abgesagt[160]
- Kölner Lichter (18. Juli), zunächst Überlegungen für Termin im September, dann Absage[161][162]
- Hamburger Sommerdom (24. Juli bis 23. August), abgesagt[163]
- Juicy Beats (24. bis 25. Juli), abgesagt.[164]
- Das Fest (24. bis 26. Juli), am 15. April abgesagt und Line-up ins Jahr 2021 verschoben[165]
- Rutenfest Ravensburg (24. bis 28. Juli), verschoben auf den 23. bis 27. Juli 2021
- Bayreuther Festspiele (geplanter Beginn wäre der 25. Juli gewesen), am 31. März abgesagt[166]
- Libori (25. Juli bis 2. August), Mitte April abgesagt[167]
- Maschseefest (Juli bis August), abgesagt
- Wacken Open Air (30. Juli bis 1. August), am 16. April abgesagt[168]
- AnimagiC (31. Juli bis 2. August), am 23. April abgesagt[169]
- Bardentreffen Nürnberg (31. Juli bis 2. August), abgesagt[170]
- Kulturufer Friedrichshafen (31. Juli bis 9. August), abgesagt[171]

#### August 2020
- Nature One (31. Juli bis 2. August) – abgesagt[172]
- Hanse Sail (5. bis 8. August) – abgesagt[173]
- Cranger Kirmes (6. bis 16. August) – abgesagt, wird eventuell nachgeholt.[174]
- Olgas Rock (7. bis 8. August) – abgesagt[175]
- M’era Luna Festival (8. bis 9. August) – abgesagt[176]
- Haldern Pop Festival (6. bis 8. August) – abgesagt[177]
- Electrisize (7. bis 8. August) – abgesagt[178]
- Gäubodenvolksfest (7. bis 17. August) – abgesagt[179]
- Öcher Bend (7. bis 17. August) („Sommerbend“) – abgesagt[180]
- Stoppelmarkt (13. bis 18. August) – abgesagt[181]
- Potsdamer Schlössernacht (14. bis 15. August) – abgesagt[182]
- Highfield-Festival (14. bis 16. August) – abgesagt[121]
- 20. Irish Folk Open Air Poyenberg (15. August)[183]
- Tag der offenen Tür der Bundesregierung (15. bis 16. August) – abgesagt[184]
- Cyclassics Hamburg (16. August) – abgesagt[185]
- Museumsuferfest Frankfurt (20. August) – abgesagt[186]
- Deutschland Tour (20. bis 23. August) – abgesagt[187]
- Salz- und Lichterfest (22. bis 23. August) – abgesagt[188]
- Gamescom (25. bis 29. August) – abgesagt[189]
- 72. Deutscher Genealogentag in Tapfheim (28. bis 30. August) – abgesagt[190]
- Lange Nacht der Museen in Berlin (29. August) – abgesagt[191]
- Niedersächsische Musiktage (29. August bis 4. Oktober) – abgesagt[192]

#### September 2020
- Literaturfest Niedersachsen (3. bis 20. September) – abgesagt[193]
- Tag der Sachsen (4. bis 6. September 2020) – abgesagt[194]
- Warsteiner Internationale Montgolfiade (4. bis 12. September 2020 – auf 3. bis 11. September 2021 verschoben), im März 2021 erneut auf 2. bis 10. September 2022 verschoben; stattdessen reine Ballonsportveranstaltung für 30 Ballons ohne Besucher unter dem Namen Warsteiner Balloon Challenge vom 10. bis 13. September 2020 durchgeführt[195][196][197]
- Beethovenfest (4. bis 27. September) – bis auf ein Konzert ohne Zuschauer in der Beethovenhalle abgesagt[40]
- Connichi (4. bis 6. September) – abgesagt[198]
- Pützchens Markt Bonn (11. bis 15. September) – abgesagt[199]
- Kinzigtal total (13. September) – abgesagt[200]
- Tag des offenen Denkmals 13. September – abgesagt[201]
- Kirmes-Park Hamm (Ersatz für den Stunikenmarkt) (19. bis 27. September) – abgebrochen am 22. September[202]
- Oktoberfest München (19. September bis 4. Oktober) – abgesagt[203]
- Innotrans (22. bis 25. September) – auf 27. bis 30. April 2021 verschoben[204]
- Cannstatter Wasen (25. September bis 11. Oktober) – abgesagt[205]
- Burgmannen-Tage Vechta (26. bis 27. September) – abgesagt[206]
- Klostermarkt Walkenried (26. bis 27. September) – abgesagt[207]
- Berlin-Marathon (27. September) – abgesagt[208]

#### Oktober 2020
- Freipaak Bremen (Ersatz für den Bremer Freimarkt) (2. Oktober bis 1. November) – abgebrochen am 7. Oktober[209]
- Kramermarkt Oldenburg (2. bis 11. Oktober) – abgesagt[210]
- Sparkassen Münsterland GIRO (3. Oktober) – abgesagt[211]
- 90. Deutscher Archivtag (6. bis 9. Oktober) – abgesagt[212]
- Oberschwabenschau Ravensburg (10. bis 18. Oktober) – abgesagt[213]
- Gallimarkt Leer (14. bis 18. Oktober) – abgesagt[214]
- Oberschwabenschau Ravensburg (10. bis 18. Oktober) – abgesagt[215]
- Oktoberfest Limburg (15. bis 20. Oktober) – abgesagt[216]
- Internationale Spieltage (22. bis 25. Oktober) – auf den 14. bis 17. Oktober 2021 verschoben[217]
- Herbstsend Münster (24. Oktober bis 1. November) – abgesagt[218]

#### November 2020
- Hauptversammlung des ADAC – abgesagt[219]
- EU-Sondergipfel zu den Beziehungen zu China (in Berlin) – abgesagt[220]
- Comic Con Germany (28. bis 29. November) – auf den 27. bis 28. November 2021 verschoben[221]

#### Dezember 2020
- Weihnachtsmarkt light Lüneburg (1. bis 23. Dezember) – Abbruch am 8. Dezember 2020[222]
- Weihnachtsmarkt Hannover abgesagt
- Walkenrieder Kreuzgangkonzerte (7. bis 23. Dezember) – Verschiebung aller Dezemberkonzerte auf das Jahr 2021[223]
- Pferd & Jagd (10. bis 13. Dezember) – abgesagt[224]
- Weihnachtssingen des 1. FC Union Berlin (23. Dezember – abgesagt)[225]
- Silvesterlauf Osnabrück (31. Dezember) – abgesagt[226]

### 2021

#### Januar 2021
- Internationale Grüne Woche Berlin – abweichend vom üblichen Konzept als reine Fachveranstaltung geplant; schließlich nur digital am 21. und 22. Januar 2021 durchgeführt[227][228]
- Bremer Sechstagerennen (14. bis 19. Januar) – abgesagt[229]
- Internationale Möbelmesse IMM Cologne (19. bis 23. Januar) – abgesagt[230]
- Stuttgarter Reisemesse CMT (Caravan, Motor und Touristik) – abgesagt[231]
- Verleihung des Ordens wider den tierischen Ernst (30. Januar 2021 – verschoben auf 12. Februar 2022)[232]

#### März 2021
- Internationale Handwerksmesse (10. bis 14. März) – abgesagt[233]

#### Mai 2021
- Hamburger Hafengeburtstag (am 12. November 2020 abgesagt)
- Die in Deutschland geplante Volkszählung wird auf Mai 2022 verschoben. Das Bundesinnenministerium teilte mit, wegen der Coronavirus-Pandemie habe die Vorbereitung nicht wie geplant erfolgen können.[234] Ebenfalls im Mai 2021 soll(te) der Zensus 2021 in allen Mitgliedsländern der EU stattfinden.
- Rhein in Flammen Bonn/Linz (1. Maiwochenende) – sollte evtl. im Herbst 2021 nachgeholt werden, später auch für diesen Termin abgesagt[235]
- Karlspreis-Verleihung von 2020 (13. Mai), verschoben auf den 2. Oktober 2021 und an diesem Termin nachgegeholt[236][237]
- Maiwoche in Osnabrück (14. bis 23. Mai) – abgesagt[238]
- 61. Hessentag in Fulda (21. bis 30. Mai 2021) – abgesagt und auf 2026 verschoben[239]
- Leipziger Buchmesse (27. bis 30. Mai, ursprünglich geplant für März 2021) – abgesagt[240]
- Walkenrieder Kreuzgangkonzerte (28. Mai bis 26. Juli) Sommerveranstaltungen werden erneut verschoben.[241]
- Japan-Tag Düsseldorf (29. Mai 2021; am 19. Februar 2021 abgesagt; stattdessen sollten zahlreiche kleine Veranstaltungen über Monate verteilt, teils auch virtuell, durchgeführt werden)[242]
- Eschborn-Frankfurt vom 1. Mai auf den 19. September verschoben[243]
- LÜKEX 21 wird auf 23. und 24. November 2022 verschoben[244]

#### Juni 2021
- Großes Schützenfest Altena (3. Juni) – verschoben auf 2022[245]
- Thüringentag in Schmalkalden (4. bis 6. Juni) – verschoben auf 2023[246]
- Rock am Ring – abgesagt[247]
- Rock im Park – abgesagt[247]
- Southside Festival – abgesagt[247]
- Hurricane Festival – abgesagt[247]
- CHIO Aachen – geplant für 25. Juni bis 4. Juli 2021, verlegt auf 10. bis 19. September 2021[248]

#### Juli 2021
- Deichbrand Festival – abgesagt[247]
- Schützenfest Hannover (2. bis 11. Juli) – abgesagt[249]
- Kölner Lichter (10. Juli) – abgesagt[250]
- Rheinkirmes Düsseldorf (16. bis 15. Juli) – abgesagt[251]
- Maschseefest (28. Juli bis 16. August), abgesagt

#### August 2021
- SonneMondSterne – abgesagt[247]
- Cranger Kirmes – abgesagt[252]

#### September 2021
- Warsteiner Internationale Montgolfiade (geplante Nachholung von 2020 in der Zeit vom 3. bis 11. September 2021; erneut verschoben auf 2. bis 10. September 2022)[197]
- 73. Deutscher Genealogentag in Kleve (10. bis 12. September) – abgesagt[253]
- Pützchens Markt Bonn (10. bis 14. September) – abgesagt[254]
- Domkonzerte Königslutter (10. September bis 3. Oktober) – abgesagt und auf 2022 verschoben[255]
- Oktoberfest München (18. September bis 3. Oktober) – abgesagt[256]
- Klostermarkt Walkenried (25. und 26. September) – abgesagt[257]
- Cannstatter Volksfest – abgesagt[258]

#### Oktober 2021
- Tag der Niedersachsen in Hannover (8. bis 10. Oktober) – verschoben auf 2022[259]
- Infa in Hannover (16. bis 25. Oktober) – abgesagt[260]

#### Dezember 2021
- Weihnachtssingen des 1. FC Union Berlin (23. Dezember – abgesagt)[261]
- Silvesterlauf Osnabrück (31. Dezember) – abgesagt[262]

### 2022

#### Januar 2022
- Internationale Grüne Woche Berlin (21. bis 30. Januar 2022) ― abgesagt[263]
- boot Düsseldorf (22. bis 30. Januar 2022) – abgesagt[264]

#### März 2022
- Internationale Handwerksmesse München – verschoben vom 9. bis 13. März 2022 auf den 6. bis 10. Juli 2022[265]
- Leipziger Buchmesse (17. bis 20. März 2022) – abgesagt[266] (60 Verlage organisierten selbst „buchmesse_popup“[267])

#### April 2022
- Landesgartenschau Bad Gandersheim (9. April bis 9. Oktober 2022) – verschoben auf 14. April bis 15. Oktober 2023[268]
- Internorga (30. April bis 4. Mai 2022) – verschoben auf später[269]

#### Mai 2022
- Rhein in Flammen Bonn/Linz (1. Maiwochenende) – abgesagt[270]